# Хайдаров, Ашур (государственный деятель)
Ашур Хайдаров (узб. Ashur Haydarov; 1917 — 16 февраля 1991, Андижан, Узбекская ССР, СССР) — советский узбекский государственный, партийный и хозяйственный деятель.

## Биография
Окончил Узбекский сельскохозяйственный институт имени В. В. Куйбышева. Работал техником, старшим агротехником Ферганской опытной станции.
С 1941 — на комсомольской работе. В 1942 г. вступил в ВКП(б).
В 1946 направлен на учёбу в партийную школы при ЦК КП(б) Узбекистана, которую окончил в 1947 г.
С 1947 по 1956 гг. — секретарь районного комитета КП(б) Узбекистана, затем — секретарь Андижанского областного комитета КП(б) Узбекистана, начальник областного управления сельского хозяйства.
В мае 1956 г. назначен председателем Исполкома Андижанского областного Совета.
С августа по декабрь 1962 — секретарь ЦК КП Узбекистана.
С января 1963 по декабрь 1964 — первый секретарь Андижанского сельского областного комитета КП Узбекистана, затем до 1968
— первый секретарь Андижанского областного комитета КП Узбекистана.
С 1988 — персональный пенсионер республиканского значения. Работал заведующим подсобным хозяйством Андижанского хлопкоочистного завода №3.
Депутат Верховного Совета СССР 5-го и 7-го созывов.